# Sunnerby Gråmosse
Sunnerby Gråmosse är en av SCB avgränsad och namnsatt småort i Lidköpings kommun i Västergötland omfattande bebyggelse på östra delen av norra Kålland i Otterstads socken.